# Sony Xperia E5
Sony Xperia E5 là điện thoại thông minh sử dụng hệ điều hành Android sản xuất bởi Sony Mobile Communications. Thiết bị được công bố vào tháng 5 năm 2016 và được phát hành vào tháng 6 năm 2016.

## Thông số kỹ thuật

### Phần cứng
Thiết bị có kích cỡ 5.0 inches (13 cm) với màn hình có độ phân giải 720p, chạy con chip lõi tứ 64-bit 1.3 GHz đến từ MediaTek MT6735 với 1,5 GB RAM. Ngoài ra thiết bị cũng được trang bị 16 GB bộ nhớ trong với thẻ nhớ mở rộng lên tới 200 GB cùng với pin 2300 mAh không thể tháo rời.
Camera phía sau của Xperia E5 có độ phân giải 13 megapixel OV13850 từ OmniVision. Còn camera mặt trước là 5MP.

### Phần mềm
Xperia E5 được cài đặt sẵn Android 6.0.1 Marshmallow với giao diện và phần mềm tùy chỉnh của Sony. Sony Xperia E5 sẽ không nhận được bản cập nhật cho Android 7.0 Nougat.

## Biến thể
Dưới đây là mô tả đầy đủ về các biến thể Xperia E5 trên thế giới: 
| Mô hình | Băng tần | Chú thích |
| ------- | --- | --------- |
| F3311   | GSM GPRS / EDGE 850, 900, 1800, 1900 MHz UMTS HSPA + 850 (Băng tần V), 900 (Băng VIII), 1900 (Băng II), 2100 (Băng I) Băng tần LTE 1, 2, 3, 5, 7, 8, 20                      | [ 3 ]     |
| F3313   | GSM GPRS / EDGE: 850, 900, 1800, 1900 MHz UMTS HSPA +: 850 (Băng V), 900 (Băng VIII), 1700 (Băng IV), 1900 (Băng II), 2100 (Băng I) MHz LTE: Băng tần 2, 4, 5, 7, 12, 17, 28 | [ 3 ]     |